# Huggy Bear
Huggy Bear est un groupe de punk rock, art rock et riot grrrl anglais, formé en 1991 et basé à Brighton. Le groupe est actif pendant trois ans, jusqu'à leur dernier concert en décembre 1994.

## Histoire

### Fondation et éthique
Huggy Bear se forme en 1991. Il est très proche du mouvement riot grrrl basé à Olympia, Washington, mené par des groupes féministes tels que Bikini Kill. Le groupe se qualifie de « révolutionnaires filles-garçons », à la fois en référence à leur philosophie politique et à la composition de genre de leur groupe,,,.
Pendant la majeure partie de leur existence, les membres du groupe refusent d'être photographiés ou interviewés par la presse grand public. Ils refusent également à donner leur nom complet. Malgré plusieurs proposition de labels majors, Huggy Bear est resté avec le label indépendant Wiiija.

« Notre situation était différente de celle des Riot Grrrls américaines. L'underground londonien s'était totalement détérioré, il n'y avait pas vraiment d'alternative... « Indie » n'était plus qu'un terme abstrait pour un style de musique, pas des idées ou des valeurs, parce qu'ils signaient tous chez des majors. L'idée de se vendre n'était pas importante. Le punk rock n'était pas important. Les fanzines étaient vus comme une triste blague, donc nous devions expliquer des choses qui auraient pu être évidentes pour les jeunes américains mais qui étaient étrangères aux jeunes britanniques. Les raisons d'être indépendant étaient méprisées. »Grrrls : Viva Rock Divaspar Amy Raphael

### Premiers EP et collaborations
Leur premier EP avant-gardiste, Rubbing the Impossible to Burst, sort en 1992. La même année, ils commencent à travailler en étroite collaboration avec Bikini Kill alors que la popularité du riot grrrl atteint son apogée des deux côtés de l'Atlantique. La collaboration aboutit à un album split sur Catcall Records (Huggy Bear) et Kill Rock Stars (Bikini Kill) intitulé Our Troubled Youth (Huggy Bear) / Yeah Yeah Yeah Yeah (Bikini Kill). Huggy Bear sort ensuite une série d'EP, qui sont rassemblés sur Taking the Rough with the Smooch.

### Scandale dans l'émission The Word
Le 14 février 1993, Huggy Bear interprète « Her Jazz » dans l'émission de télévision britannique The Word. Après leur performance, le groupe reste en régie pour regarder un reportage sur deux mannequins américains qui se faisaient appeler « les Barbi Twins ». Huggy Bear et ses fans s'énervent et commencent à invectiver le présentateur de l'émission, Terry Christian. Ils sont expulsés du studio et un porte-parole de The Word affirme ensuite qu'un des proches du groupe avait « mordu le visage d'un membre de notre équipe de production ». John Robb, le futur leader de Goldblade et rédacteur en chef du blog musical Louderthanwar, dément l'accusation et accuse la réaction dysproportionné de la sécurité. L'évènement fait l'objet d'un article de couverture dans Melody Maker, l'événement étant comparé à l'incident des Sex Pistols dans l'émission de de Bill Grundy en 1977.

### Premier album et séparation
Début 1994, Slade quitte le groupe. Huggy Bear sort deux autres singles puis leur premier album complet, Weaponry Listens to Love en 1994, qui est leur ultime production. Le groupe joue son dernier concert en décembre 1993, tenant ainsi sa promesse de n'exister que trois ans.

### Rétrospective
En 2024, un livre rétrospectif Huggy Bear, Killed (Of Kids), est publié, comprenant des zines, des souvenirs et une histoire orale du groupe. Un lancement de livre a lieu aux New River Studios au cours duquel les anciens membres du groupe Hill, Slade et Rowley interprétent des chansons de Huggy Bear pour la première fois depuis trente ans.

## Autres projets

### Avant la dissolution du groupe
Les membres de Huggy Bear jouent également sous le nom de Furbelows. En 1993, Rowley et Johnson ont sorti un EP intitulé The Element of Crime sur le label Soul Static Sound, avec des membres de Linus, Skinned Teen, Sister George et Blood Sausage. Elliott et Johnson rejoignent également Blood Sausage. Rowley collabore avec Skinned Teen en live avec les illustrations. Elliot est invité sur leur album de 1994.

### Après la dissolution du groupe

#### Karen Hill
Après avoir quitté Huggy Bear, Hill forme Phantom Pregnancies avec Delia de Mambo Taxi et Sean de Wat Tyler. 

#### Jon Slade
Slade rejoint brièvement I'm Being Good, puis Comet Gain. Depuis 2020, elle joue de la basse dans Snoozers avec Nadia Buyse (Dubais) et Steve Dore (Casual Dots).

#### Jo Johnson
Jo Johnson joue et publie de la musique ambient en solo depuis 2012. En 2014, elle sort son premier album numérique Weaving sur Further Records,. Ensuite, elle sort The Serpentine Path sur Going In, The Wave Ahead EP sur Mysteries of the Deep et, en 2024, un troisième album, Let Go Your Fear sur Castles in Space, et contribue à un certain nombre de compilations. Jo collabore avec la pianiste et compositrice Hilary Robinson pendant la pandémie et le duo sort Session One sur 9128.live en 2021.

#### Chris Rowley
En 2019, Chris Rowley forme un nouveau groupe appelé Adulkt Life avec d'anciens membres de Male Bonding . Le 27 novembre de cette année-là, ils jouent leur premier concert au Lexington à Londres. Ils ont sorti leur premier single et un zine numérique le 18 août 2020, "County Pride", sur What's Your Rupture ?, suivi du premier album Book Of Curses. Leur deuxième album There Is No Desire sort en 2023.

## Membres
- Niki Eliot : basse et chant
- Jo Johnson : guitare et chant
- Karen Hill : batterie et piano
- Chris Rowley : chant, trompette et piano
- Jon Slade : guitare

## Discographie

### Albums
- Our Troubled Youth (en) (Huggy Bear), mini LP split with Yeah Yeah Yeah Yeah (Bikini Kill), 8 March '93, CATCALL / Kill Rock Stars 206
- Weaponry Listens to Love (en), LP/CD, 21 Nov '94, WIIIJA

- Our Troubled Youth (Huggy Bear), mini LP séparé avec Yeah Yeah Yeah Yeah (Bikini Kill), 8 mars 1993, CATCALL / Kill Rock Stars 206
- Armement à l'écoute de l'amour, LP/CD, 21 novembre 1994, WIIIJA

### Compilations
- We Bitched, cass, '92, WIIIJA [demo recordings, inc. exclusive tracks Coral Kill; Sour Creamer Stag, Bumper Sticker, Cherry Cherry]
- Huggy Nation / Kisser Boy Kisser Girl, cass, '92, Soul Static Sound [V/A compilation inc. Huggy Bear & side projects]
- Taking the Rough with the Smooch, LP/CD, '93, KILL ROCK STARS/WIIIJA [Compilation of WIIIJA 18/WIIIJA 23/Trouble 001]
- For Every Wolf That Roams, cass, '94, Famous Monsters of Filmland [Live at the Square, Harlow]

### Singles et EP
- Rubbing the Impossible to Burst 7", SEPT'92, WIIIJA 16, Ltd edition of 2000 pressed [Katholic Kunt; High Street Jupiter Supercone // Snail Messenger Loss; Single Bullets]
- Kiss Curl for the Kid's Lib Guerrillas, 7", DEC'92, WIIIJA 18 [Derwin; Sizzlemeet // Concrete Life; Carnt Kiss]
- "14 February" / "Into the Mission" – one-sided 7" given out at a Brighton gig, 14.2.93
- Her Jazz, 7", 93, CATCALL/WIIIJA – Trouble001 [Her Jazz // Prayer; Pro No From Now]
- Shimmies in the Super 8, double 7", 4 songs of Huggy Bear, 2 of Darlin', 1 of COLM, 1 of Stereolab, 1993, DUOPHONIC, Ltd edition of 800 [Trafalgar Square; Godziller; More Music From Bells; Snow White, Rose Red]
- Don't Die, 7", AUG'93, WIIIJA 23 [Dissthentic Penetration; Teen Tighterns; No Sleep // Shaved Pussy Poetry; Pansy Twist]
- Long Distance Lovers, 7", '94, GRAVITY No. 9 [Steppin on Bugs; Limit 2 Surf // Tuff Lovin; Code Fucker]
- Main Squeeze, miniCD, '94, FELLAHEEN RECORDS Jack 011-2 [Children Absent From Heaven Says; Red Flipper No. 2; My Best Kiss]